# Цао Чжи
Ца́о Чжи (кит. 曹植; 192—232) — древнекитайский поэт, один из наиболее известных поэтов своего времени. Второе имя — Цзы-цзянь, известен также как чэньский князь Сы. Сын Цао Цао и брат императора Цао Пэйя. Автор знаменитой оды «Фея реки Ло» («Ло шэнь фу»). Был изгнан своим братом. Умер в изгнании.
Поэма посвящена неожиданной встрече поэта с прекрасной нимфой, вспыхнувшему в поэте сильному чувству, и печали расставания с призрачной женщиной-мечтой. Поэт описывает облик нимфы такими словами:

Легко, как лебедь вспугнутый, парит,
А гибкостью — летающий дракон!
Осенней хризантемы в ней покой,
Весенняя сосна не так пышна!
Видна же неотчётливо, как сон…
Оригинальный текст (кит.)翩若驚鴻,婉若遊龍。榮曜秋菊,華茂春松。
— пер. А. Е. Адалис
Впервые ода переведена на русский язык академиком В. М. Алексеевым и прокомментирована Л. Н. Меньшиковым. Поэзию Цао Чжи переводили на русский язык также такие мастера как Л. Е. Черкасский, В. А. Журавлёв, А. Е. Адалис, А. И. Гитович, И. С. Лисевич

## Сочинения
- Семь печалей. Стихотворения. — М., 1962.
- Семь печалей. — М., Художественная литература. 1973.
- Фея реки Ло. — СПб.: ООО «Издательский Дом «Кристалл», 2000. — 256 с. ISBN 5-306-00021-5